# STS-117
STS-117 (ISS-13A) e сто и седемнадесетата мисия на НАСА по програмата Спейс шатъл, двадесет и осми полет на совалката Атлантис, полет 13А (21-ви на совалката) към Международната космическа станция (МКС).

## Екипаж

### При старта

#### На совалката
| Пост                    | Астронавт                               |
| ----------------------- | --------------------------------------- |
| Командир                | Фредерик Стъркоу трети космически полет |
| Пилот                   | Ли Аршамбо първи космически полет       |
| Специалист на мисията 1 | Джеймс Райли трети космически полет     |
| Специалист на мисията 2 | Стивън Суонсън първи космически полет   |
| Специалист на мисията 3 | Патрик Форестър втори космически полет  |
| Специалист на мисията 4 | Джон Оливас първи космически полет      |

#### ОтЕкспедиция 15
| Пост          | Астронавт                               |
| ------------- | --------------------------------------- |
| Бординженер 2 | Клейтън Андерсън първи космически полет |

### При кацането
Екипажът на совалката плюс бординженерът от първия етап на Експедиция 15 на МКС
| Пост          | Астронавт                             |
| ------------- | ------------------------------------- |
| Бординженер 2 | Сунита Уилиамс първи космически полет |

## Полетът
Основната цел на мисия STS-117 е доставка в орбита и монтаж на място на Ферми S3 и S4 и частична смяна на екипажа на Експедиция 15. Освен това трябва да се демонтират временните панели на слънчевите батерии и разгръщане на тяхно място на новия комплект батерии, които осигуряват около 25 % от енергията за МКС.
За изпълнение на задачите за полета са извършени четири излизания в открития космос, като по време на едната (третата) космическа разходка освен работите по монтажа на фермите и батериите върху тях се прави ремонт на повредената при старта обшивка на совалката. По време на мисията астронавтката Сунита Уилиамс подобрява рекорда на Шанън Лусид от 1996 г. за непрекъснат престой на жена в космоса (194 денонощия 18 часа и 58 минути).
В случай на повреда на совалката „Атлантис“ при старта и невъзможност за нейното безопасно завръщане на Земята, се предвиждало екипажът да остане на МКС и да дочака спасителната експедиция (STS-318), която ще се проведе със совалката Индевър. Тази мярка е предвидена в съответствие с препоръките на комисията, която провеждала разследването на обстоятелствата около катастрофата на совалката „Колумбия“.

## Параметри на мисията
- Перигей: 330 км
- Апогей: 340 км
- Инклинация: 51,6°
- Орбитален период: 91.6 мин

Скачване с „МКС“
- Скачване: 10 юни 2007, 19:36 UTC
- Разделяне: 19 юни 2007, 14:42 UTC
- Време в скачено състояние: 8 денонощия, 19 часа, 6 минути.

### Космически разходки
| № | Участници                        | Начало                | Край                  | Продължителност  |
| - | -------------------------------- | --------------------- | --------------------- | ---------------- |
| 1 | Джеймс Райли и Джон Оливас       | 11 юни 2007 20:02 UTC | 12 юни 2007 02:17 UTC | 6 часа 15 минути |
| 2 | Патрик Форестър и Стивън Суонсън | 13 юни 2007 18:28 UTC | 14 юни 2007 01:44 UTC | 7 часа 16 минути |
| 3 | Джеймс Райли и Джон Оливас       | 15 юни 2007 17:24 UTC | 16 юни 2007 01:22 UTC | 7 часа 58 минути |
| 4 | Патрик Форестър и Стивън Суонсън | 17 юни 2007 16:25 UTC | 17 юни 2007 22:54 UTC | 6 часа 29 минути |

Това са съответно 79-, 80-, 81- и 82-ро излизане в открития космос, свързано с МКС, 1- и 2-ро излизане в открития космос на Джон Оливас и Стивън Суонсън, 3- и 4-то на Патрик Форестър и 4- и 5-о на Джеймс Райли.

## Галерия
- Старта на совалката
- Повредената обшивка на совалката
- Совалката приближава станцията за скачване
- Първото излизане в космоса: Джеймс Райли (вляво) и Джон Оливас
- Астронавтът Стивън Суонсън по време на първата си космическа разходка
- Д. Райли (на манипулатора) и Д. Оливас (долу) по време на третата космическа разходка
- Четвъртата космическа разходка (Форестър вдясно и Суонсън)
- МКС след полет STS-117
- Приземяването на совалката